# Sigismunda de luto sobre o coração de Guiscardo
Sigismunda de luto sobre o coração de Guiscardo (título completo em inglês: Sigismunda mourning over the Heart of Guiscardo, her murder'd Husband) é uma pintura a óleo sobre carvalho do pintor britânico William Hogarth. Terminada em 1759, era a peça principal de oito trabalhos numa exibição de 1761. Foi a última e a mais ambiciosa das suas tentativas de assegurar uma reputação como um pintor de género. Mostra um momento dramático de uma das novelas de Decameron de Boccaccio. Apesar de Hogarth ter tido muitas esperanças que este trabalho fosse elogiado como uma obra-prima de pintura dramática, a pintura foi recebida com muitas críticas negativas e ridicularização. No catálogo da exibição dos trabalhos de Hogarth na Galeria Tate em 2007, o criticismo foi descrito como "umas das afrontas críticas mais condenáveis que o artista já sofreu".

## Repercussão
Hogath exibiu o quadro na Society of Artists em 1761. Ainda que comentários na imprensa - provavelmente realizados por Hogarth e seus apoiadores - tenham sido entusiásticos, Sigismunda de luto sobre o coração de Guiscardo foi atacado por críticos que consideraram a tentativa de Hogarth de imitar o drama representado em pinturas italianas antigas ridícula e imprudentemente audaciosa.